# Schüddig
Schüddig ist ein Wohnplatz und ehemaliger Mühlenstandort in der Stadt Leichlingen (Rheinland) im Rheinisch-Bergischen Kreis.

## Lage und Beschreibung
Schüddig liegt östlich des Leichlinger Zentrums an der Kreisstraße K 6. Der Ort liegt unterhalb der zu einer Ortschaft zusammengewachsenen Hofschaften Ufer, Holzerhof, Unterbüscherhof am Weltersbach. 
Weitere Nachbarorte sind Sieferhof, Krähwinkel, Neukrähwinkel, Wilhelmstal, Metzholz, Schneppenpohl, Krabbenhäuschen, Weltersbach, Heeg, Hinterberg, Paulinenhof, Claasholz und Oberbüscherhof.

## Geschichte

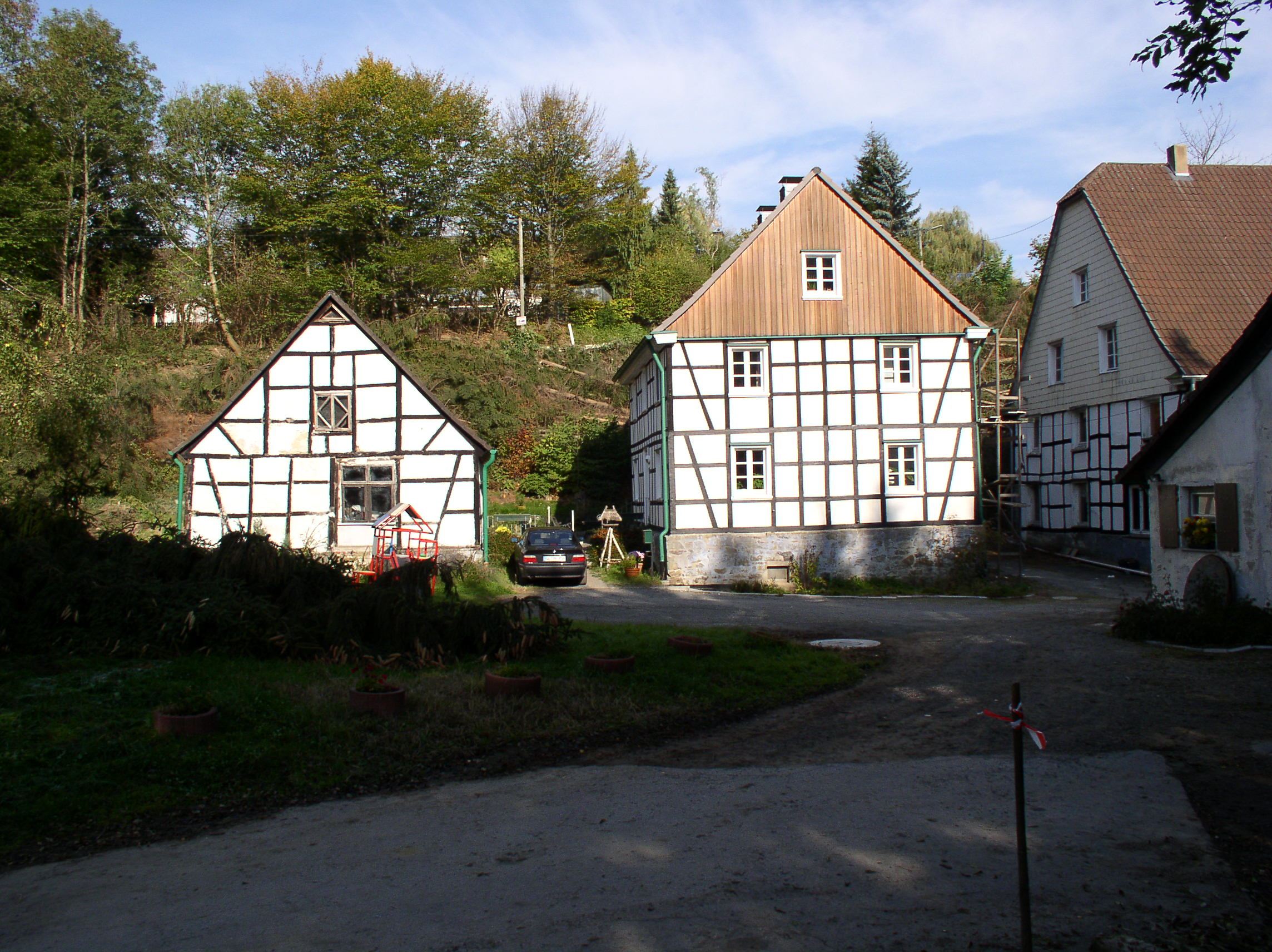
Denkmalgeschütztes Fachwerkensemble in Schüddig

Die Karte Topographia Ducatus Montani aus dem Jahre 1715 zeigt einen Hof mit nebenstehender Mühle unter dem Namen Schüddig. Im 18. Jahrhundert gehörte der Ort zum Kirchspiel Leichlingen im bergischen Amt Miselohe. Die Topographische Aufnahme der Rheinlande von 1824 zeigt ein Mühlensymbol und die Preußische Uraufnahme von 1844 verzeichnet den Ort als Schüddigger M. Schüddig lag auf Leichlinger Gebiet unmittelbar an der Grenze zu dem Kirchspiel Witzhelden, das ab 1845 bis 1974 eine eigene Bürgermeisterei und Gemeinde bildete.
1815/16 lebten zehn Einwohner im Ort. 1832 gehörte Schüddig der Bürgermeisterei Leichlingen an. Der laut der Statistik und Topographie des Regierungsbezirks Düsseldorf als Mühle kategorisierte Ort besaß zu dieser Zeit zwei Wohnhäuser, die Mühle und vier landwirtschaftliche Gebäude. Zu dieser Zeit lebten neun Einwohner im Ort, allesamt evangelischen Glaubens.
Im Gemeindelexikon für die Provinz Rheinland werden 1885 drei Wohnhäuser mit 13 Einwohnern angegeben. 1895 besitzt der Ort zwei Wohnhäuser mit 13 Einwohnern, 1905 zwei Wohnhäuser und acht Einwohner.